# Спадок (фільм, 2025)
«Спадок» — американський шпигунський бойовик 2025 року, знятий Нілом Бергером за сценарієм, який він написав у співавторстві з Оленом Штайнгауером, у головних ролях — Фібі Дайневор та Ріс Іфанс. Фільм вийшов у прокат 24 січня 2025 року.

## Сюжет
Молода жінка попадає в міжнародну змову після того, як дізнається, що її батько — шпигун.

## У ролях
- Фібі Дайневор — Майя
- Ріс Іфанс — Сем
- Сіара Баксендейл у ролі Емілі
- Керсті Браян в ролі Джесс
- Деніел Джоуї Олбрайт — митник США
- Мітчелл Хохман у ролі бармена
- Маджд Ід в ролі Халіла Джамала
- Байрон Клохессі в ролі Дага
- Салім Сіддікі в ролі таксиста
- Хосе Альварес — касир

## Зйомки
Сценарій написали Ніл Берґер і Олен Штайнгауер, а режисером став Бургер. Продюсерами фільму виступили Білл Блок, Чарльз Міллер та  Бергер. Фільм розробили на основі ідеї, яка виникла в Бургера під час пандемії Covid-19. Це міжнародний проєкт за масштабом, але повністю знятий на iPhone. Бургер описав використання «експериментального стилю зйомки» так: «не було часу на очікування для налаштування камери, перевірок гриму чи репетицій. Ми прибували на місце й одразу знімали стільки, на скільки вистачало часу. Це дозволило нам подорожувати разом з невеликою командою». 
Основні зйомки проходили в Нью-Йорку, Делі, Сеулі та Каїрі. 

## Реліз
У США фільм вийшов 24 січня 2025 року. 

## Реакції
46% з 28 критиків порталу Metacritic дали фільму позитивні відгуки, з середнім балом 5.5/10.

## Зовнішні посилання
- Спадок на сайті IMDb (англ.)